# Чечина
Чѐчина (на италиански: Cecina) е град и община в Централна Италия, провинция Ливорно, регион Тоскана. Разположен е на 15 m надморска височина, на брега на Лигурско море. Населението на общината е 27 994 души (към 2018 г.).

## Личности
Родени
- Диего Улиси – колоездач